# تيتي مولر
تيلين مولر (بالبرتغالية: Tielen Müller‏) ، المعروف باسم تيتي مولر (من مواليد 23 سبتمبر 1986) مدونة ومقدمة تلفزيون وممثلة برازيلية.

## روابط خارجية
- تيتي مولر على موقع IMDb (الإنجليزية)
- تيتي مولر على موقع قاعدة بيانات الفيلم (الإنجليزية)